# Скарлатти, Доменико
Джузе́ппе Доме́нико Скарла́тти (итал. Giuseppe Domenico Scarlatti; 26 октября 1685, Неаполь — 23 июля 1757, Мадрид) — итальянский композитор и клавесинист; провёл бо́льшую часть своей жизни в Испании и Португалии. Его сочинительский стиль оказал большое влияние на музыку эпохи классицизма, хотя он сам жил в эпоху барокко. Сын Алессандро Скарлатти; брат Пьетро Филиппо Скарлатти и племянник Франческо Скарлатти.

## Биография
Доменико Скарлатти родился в Неаполе, в 1685 году. В том же году родились двое великих мастеров барокко — Иоганн Себастьян Бах и Георг Фридрих Гендель. Доменико был шестым ребёнком из десяти, младшим братом Пьетро Филиппо Скарлатти, также музыканта. Наиболее вероятно, что первым учителем Доменико был его отец — Алессандро Скарлатти, известный композитор того времени. Следующие композиторы тоже могли быть учителями молодого Доменико: Гаэтано Греко, Франческо Гаспарини и Бернардо Пасквини, каждый из которых мог повлиять на его композиторский стиль.
Он стал композитором и органистом вице-короля Неаполя в 1701 году. В 1704 году он перерабатывает оперу Карло Франческо Поллароло Irene для исполнения в Неаполе. После этого отец посылает его в Венецию. О следующих его четырёх годах ничего не известно. В 1709 году он приезжает в Рим, служить Марии Казимире, польской королеве в изгнании. Там он встречает Томаса Розенгрейва, английского органиста, который позднее стал причиной восторженного принятия в Лондоне сонат Доменико Скарлатти. Великолепный клавесинист, он участвовал в соревновании исполнителей, проходившем во дворце кардинала Оттобони в Риме, и был признан лучше Генделя на этом инструменте, но хуже Генделя в игре на орга́не. Всю оставшуюся жизнь Скарлатти с благоговением говорил о мастерстве Генделя.
Также во время пребывания в Риме Скарлатти написал несколько опер для частного театра королевы Казимиры. С 1715 по 1719 год он был капельмейстером в соборе Святого Петра, и в последний год он уехал в Лондон, где поставил свою оперу Narcisco в королевском театре.
В 1720 или 1721 году он приезжает в Лиссабон, где даёт уроки музыки принцессе Марии Магдалене Барбаре. В Неаполь он возвращается в 1725 году. Во время своего визита в Рим в 1728 году он женится на Марии Катерине Джентили. В 1729 году Скарлатти переезжает в Севилью, где и живёт следующие четыре года. Там он познакомился с музыкой фламенко. В 1733 году он приезжает в Мадрид в качестве учителя музыки принцессы, которая породнилась с испанским королевским домом. Мария Барбара стала королевой Испании, поэтому Скарлатти на последние четверть века своей жизни остается в Испании, где у него рождается пять детей. После смерти своей жены Марии Катерины в 1742 году он снова женится на испанке Анастасии Махарте Хименес. В Мадриде Скарлатти написал более пяти сотен сонат для клавира. Именно работы испанского периода имеют сегодня наибольшую известность.
Доменико Скарлатти был другом Фаринелли, знаменитого кастрата-сопрано, который также был уроженцем Неаполя, но проживал под королевским патронатом в Мадриде. Историк и музыковед Ралф Киркпатрик обнаружил корреспонденцию Фаринелли, из которой подчерпнута бо́льшая часть известной сейчас информации о Скарлатти.
Доменико Джузеппе Скарлатти умер в Мадриде в возрасте 71 года. На его доме в Calle Leganitos висит памятная доска с его именем, а его потомки до сих пор живут в Мадриде.

## Музыка
Лишь часть произведений Скарлатти была опубликована при его жизни. Считается, что Скарлатти сам опубликовал в 1738 году сборник 30 своих самых знаменитых работ Essercizi («Упражнения»). Сборник с восторгом был принят по всей Европе и был отмечен выдающимся музыкальным критиком восемнадцатого века Чарльзом Барни.
Большинство сонат, которые не были опубликованы при жизни Скарлатти, печатались редко и нерегулярно в течение последующих двух с половиной веков. Несмотря на это, его музыка привлекла выдающихся музыкантов, таких как Фредерик Шопен, Бела Барток, Генрих Шенкер и Владимир Горовиц. Сонаты Скарлатти весьма сильно повлияли на русскую школу игры на фортепиано.
Брамс ценил Скарлатти и бережно хранил его рукописи в своей коллекции. Он процитировал Скарлатти во вступлении к постановке юмористического стихотворения Гёте, обработав фрагмент вокальной партии. Шопен давал произведения Скарлатти своим ученикам, обучающимся игре на фортепиано. Многочастные сочинения Скарлатти часто демонстрируют наличие фигурного басового аккомпанемента, быструю смену регистра и многочисленные пассажи. Учительница музыки Ширли Кирстен (англ. Shirley Kirsten) из Нью-Йорка отмечает, что произведения Доменико Скарлатти — тренировка для музыканта, так как она требует сложной техники игры и наполнена внезапными переменами рук, трелями и синкопами. Иногда, чтобы «перепрыгнуть» через 4 октавы (32 ноты), нужно играть одним пальцем левой руки, поместив её над правой, что требует скрещения рук.
Скарлатти написал более пяти сотен сонат, большинство из которых — одночастные, с неизменяемым темпом и являются образцом старинной двухчастной формы. Современная техника игры на фортепиано испытала сильное влияние этих сонат. Некоторые из них показывают смелую работу с гармонией, которая выражается как в использовании диссонанса и кластеров, так и в неожиданных модуляциях в непараллельные тональности.
Следующие качества характерны для сочинений Доменико Скарлатти:
1. На Скарлатти сильно повлияла испанская народная музыка. На это очевидно указывает использование Скарлатти фригийского лада и модуляций тональностей, нехарактерных для европейского музыкального искусства. В том числе и использование в высшей степени диссонансного звучания кластеров как имитации звучания гитары. Иногда он цитировал народные мелодии практически без изменений, что было очень необычно. До Белы Бартока и его современников никто, кроме Скарлатти, не достигал такого резкого звучания фольклорных цитат в своих произведениях.
2. Доменико Скарлатти предвосхитил в своей музыке множество элементов формы, текстуры и стиля той музыки, которую позже назовут классицизмом.
3. Приём формообразования, когда каждая из двух частей сонаты подходит к определённому поворотному моменту. Исследователь творчества Скарлатти, Ралф Киркпатрик называл этот приём «крестом» («the crux»), иногда этот приём подчеркнут паузой или ферматой. Скарлатти также является первопроходцем в царстве ритма и музыкального синтаксиса: синкопы и пересекающиеся ритмы весьма часто встречаются в его произведениях.

Менее известны сочинения Скарлатти в других жанрах. Среди них — 15 опер, в том числе «Фетида на Скиросе», 10 ораторий, сонаты для мандолины и клавесина, виоль д’амур и баса, оркестровые произведения. Церковная музыка Скарлатти на широко распространённые католические тексты (Stabat mater, Salve Regina, Miserere и т. п.), возможно, принадлежит раннему периоду творчества композитора и, в отличие от радикальных клавесинных сонат, выдержана в консервативных традициях. Например, Miserere написано в технике alternatim с чётными строфами в преимущественно моноритмической фактуре, Stabat mater — полноценная, развитая 10-голосная имитационная полифония.

## Записи музыки
Сонаты Доменико Скарлатти записывали многие клавесинисты и пианисты.
Скотт Росс записал все 555 сонат на 34 CD-дисках. Большинство из них исполнены на клавесине, но те сонаты, которые считаются музыковедами инструментальными, исполнены на орга́не. Звукозаписывающий лейбл Naxos выпустил все клавирные сонаты, исполненные на фортепиано разными исполнителями. Датский клавесинист Питер-Ян Белдер (дат. Pieter-Jan Belder) недавно завершил запись всех 555 сонат для лейбла Brilliant Classics. Все 555 сонат, исполненные на клавесине, органе и фортепиано музыкантом Ричардом Лейстером, выпущены на лейбле Nimbus Records.
Из клавесинистов сонаты Скарлатти исполняли Ванда Ландовска, Густав Леонхардт, Пьер Антай, Лучано Сгрицци, Ралф Киркпатрик. Киркпатрик также известен как исследователь творчества Скарлатти, опубликовавший собственную редакцию сонат мастера.
Владимир Горовиц записал сонаты ре мажор (К33), ля мажор (K39), ля минор (К54), ре мажор (К96), фа мажор (К525), фа минор (К466), соль мажор (K146), ми мажор (К162), ми-бемоль мажор (К474), ми минор (К198), ре мажор (К491) и фа минор (К481). Они были исполнены не на клавесине, а на современном рояле фирмы Стейнвей. Исполнение Горовица, пианиста, репертуар которого составляли в основном произведения эпохи романтизма, вызвало множество споров и дискуссий. Также на рояле Горовиц сделал запись сонат Клементи. Перед записью Скарлатти он консультировался с Ралфом Киркпатриком.
Из пианистов сонаты Скарлатти записывали также Марта Аргерих, Артуро Бенедетти Микеланджели, Дину Липатти, Михаил Плетнёв, Эмиль Гилельс, Клара Хаскил, Мюррей Перайя, Николай Демиденко, Андраш Шифф, Кристиан Захариас и Иво Погорелич. Большую ценность представляют записи некоторых сонат в исполнении Белы Бартока и Энрике Гранадоса (в 1912—1913 годах дважды записал сонату си-бемоль мажор (К190) в своей собственной транскрипции для фортепиано).
Некоторые клавирные сонаты Скарлатти записали бразильские гитаристы-виртуозы братья Ассад (Серджио и Одаир).
Яркие и виртуозные многочастные сонаты Скарлатти с многочисленными пассажами в настоящее время музыканты исполняют в составе квартета — виолончелей, клавесина и скрипки.

## Музыкальные фрагменты
Доменико Скарлатти, Соната си минор (К377)о файле (информация о файле)

## Список печатных работ о Доменико Скарлатти
- Kirkpatrick R. Domenico Scarlatti. Princeton University Press. 1953.
- Скарлатти Д. Шестьдесят сонат для фортепиано. Под ред. А. Б. Гольденвейзера. М., 1934—1935.
- Скарлатти Д. Сонаты для фортепиано / Под ред. А. А. Николаева и И. А. Окраинец. М., 1973—1974.
- Кузнецов К. Эскизы о Д. Скарлатти // Советская музыка. — 1935. — № 10.
- Климовицкий А. Зарождение и развитие сонатной формы в творчестве Д.Скарлатти // Вопросы музыкальной формы. Выпуск 1. — М., 1966.
- Петров Ю. П. О циклическом принципе исполнения сонат Д. Скарлатти // Современные вопросы музыкального исполнительства и педагогики. Вып.27 — М., 1976.
- Valabrega С. 11 clavicembalista D. Scarlatti, 2 ed.[Parma 1955].
- Окраинец И. А. Доменико Скарлатти: Через инструментализм к стилю. — М.: Музыка, 1994. — 208 с.: нот. ISBN 5-7140-0462-0
- W.Dean Sutcliffe. The Keyboard Sonatas of Domenico Scarlatti and Eighteen-Century Music Style